# Theologika
Theologika es una revista académica que viene circulando desde el año 1983, está patrocinada por la Universidad Peruana Unión. Las opiniones vertidas en los artículos y notas de la revista reflejan el pensamiento de sus respectivos autores y no necesariamente el del cuerpo editorial de Theologika.  

## Consejo editorial
Editor general: Roy E. Graf
Editores asociados: Álvaro F. Rodríguez

## Índices y bases de datos
Theologika aparece en los siguientes Índices y bases de datos: 
- Bibliografía bíblica Latino-Americana
- Internationale Zeitschriftenrunschau für Bibelwissenschaft & Grenzgebiete
- ISEDET
- New Testament Abstracts
- Old Testament Abstracts
- Religious and Theological Abstracts
- ATLA Religion Data Base
- Latindex
- EBSCO Publishing